# Muel (Spanyolország)
Muel egy község Spanyolországban,  Zaragoza tartományban. Muel Alfamén, Épila, Zaragoza, La Muela, Mozota, Botorrita, Jaulín, Mezalocha és Longares községekkel határos. Lakosainak száma 1474 fő (2024).

## Népesség
A település népessége az utóbbi években az alábbiak szerint változott:
| Lakosok száma | 1160 | 1142 | 1225 | 1388 | 1379 | 1375 | 1324 | 1378 | 1479 | 1474 |
|               | 2001 | 2004 | 2007 | 2009 | 2012 | 2014 | 2017 | 2019 | 2022 | 2024 |